# 괴원성회록
괴원성회록(槐園盛會錄)은 집안의 족친들을 중심으로 결성된 친지들의 아회 광경을 그리고 아회에서 수창된 시부(詩賦)를 합록(合錄)한 시화첩이다.  2010년 6월 17일 서울특별시의 유형문화재 제309호로 지정되었다.

## 개요
이 시화첩의 표지에 묵서로 ‘괴원성회록(槐園盛會錄)’이라는 표제가 써 있다. 이 모임의 대표인 괴원주인(槐園主人) 김재중(金在重)이 을묘년 6월 16일에 쓴 괴원 성회록서(槐園盛會錄序), 그림 한 장면, 김재긍(金在兢)이 쓴 괴원성회도기(槐園盛會圖記), 남궁순(南宮石舜)의 제괴원성회도기후(題槐園盛會圖記後), 한상린(韓祥麟)이 쓴 괴원승회도설(槐園勝會圖說)이 차례로 수록되어 있다. 이어서 괴원만회념운공부(槐園晩會拈韻共賦)[김재중, 이용준(李容準), 김재긍, 이용준, 김재긍, 김재중, 이인명(李寅明), 한상린 순), 차괴원만회운(次槐園晩會韻)[공작산관 김기석(金箕晳), 한송재 김기도(金箕燾), 원북 김기로(金箕魯), 한취선(韓取善), 심노수(沈魯洙), 김기승(金箕昇) 순], 김기석의 산우루서원아회발(山雨樓西園雅會跋), 후에 덧붙여진 차운시[박래학(朴來鶴), 조상우(趙尙愚), 허범(許范), 홍봉학(洪鳳學), 이시영(李時英), 조영교(趙英敎), 고근화(高近和)] 등이 기록되어 있다. 이날 괴원에 모인 자는 김재중, 김재긍, 남궁순, 이용준, 한상린, 한취선, 김기석, 김기도, 김기로, 김기승, 심노수, 이인명 등이다.
사마방목에 의하면 김재중(1804~?)과 김재긍(1815~?)은 사촌간으로 본관이 광산(光山)이며 강원도 홍천(洪川)에 거주하였다. 괴원주인 김재중은 1837년에 진사시에 합격하였고 김재긍은 1859년에야 진사시에 합격하였다. 김기로는 김재긍의 부친으로 창릉 참봉을 역임한 인물이다. 김기승은 김재긍의 숙부이다.
김재중은 서원아집(西園雅集)의 고사를 따라 화공에게 명하여 모임의 모습을 그리게 하고 참석자의 차운시를 모아 한권의 책을 만들었다는 것이다. 모임의 시기는 을묘년 여름이었으며 화첩도 같은 시기에 제작된 것이다. 김재중과 김재긍의 생년 및 그림의 양식으로 보아 을묘년은 1855년(철종 6)으로 추정된다. 그림을 그린 사람은 ‘능화자(能畵者) 임치회(林致晦)’인데 지방에서 활동한 직업화가로 생각된다.
그림은 활을 쏘고 바둑을 두거나 담소하고 있는 참석자들의 모습을 ‘之’자형으로 포치된 근경․중경․원경의 구도 안에 묘사하였다. 경사진 지세, 부드럽고 둥근 산과 언덕, 피마준과 호초점, 화보풍 수지법의 나무들, 엷은 담채 등 전형적인 남종화풍의 그림이다. 산과 나무, 인물과 가옥 사이의 비례는 맞지 않으나 화면 우측의 누각, 괴원의 경사진 지세, 주변에 밀집된 가옥의 포치는 괴원의 실제 주변 경관을 담으려고 한 의도로 보인다. 인물들의 모습은 간략하게 묘사되었지만 김재긍이 쓴 괴원성회도기 (槐園盛會圖記)에 의해 어떤 인물인지 알 수 있다. 이 그림은 19세기 중엽 강원도 홍천에 거주하는 광산김씨 족친을 중심으로 결성된 아회의 모습을 담은 시화첩이다. 그림의 수준은 높지 않지만 구성원이 한 마을의 족친 위주라는 점, 지방 선비들의 아회 양상을 알 수 있는 점, 새롭게 밝혀진 지방화가의 그림이 수록된 점 등의 가치가 있기에 서울특별시 유형문화재로 지정되었다.

## 참고 자료
- 괴원성회록 - 국가유산청 국가유산포털